# Delizia di Belriguardo
Delizia di Belriguardo (nebo také Castello di Belriguardo) je bývalá letní rezidence rodiny D’Este. Nachází se v italském regionu Emilia-Romagna, asi 15 km jihovýchodně od Ferrary. Byla postavena v letech 1435 až 1437 Niccolem III. d’Este. Byla první letní panskou rezidencí v Evropě. Často zde pobývala Lucrezia Borgia.

Na konci 15. století napsal Sabadino degli Arienti popis tohoto paláce. V roce 1493 napsal Ludovico il Moro dopis Beatrici d’Este, ve kterém uvedl:
...Nechtěl bych za nic na světě vynechat tuto návštěvu, protože jsem viděl tak velký dům, tak krásný a dobře promyšlený a tak ozdobený vynikajícími malbami, že nevěřím, že by na světě bylo něco podobného...
V budově sídlí Městské muzeum Belriguardo (italsky: Museo civico di Belriguardo), které vystavuje archeologické nálezy z této oblasti a také jsou v něm sekce věnované renesančnímu a modernímu umění.